# Zingha davidi
Zingha davidi är en fjärilsart som beskrevs av Jacques Plantrou 1973. Zingha davidi ingår i släktet Zingha och familjen praktfjärilar. Inga underarter finns listade i Catalogue of Life.